# Светско првенство у скоковима у воду 2015 — даска 3 м синхронизовано мешовито

Такмичење у скоковима у воду у дисциплини даска 3 метра синхронизовано мешовито на Светском првенству у скоковима у воду 2015. по први пут је одржано 2. августа 2015. године као део програма Светског првенства у воденим спортовима. Такмичења су се одржала у базену Казањског центра водених спортова у граду Казању (Русија).
Учествовало је укупно 13 мешовитих мушко-женских парова из исто толико земаља.
Прву титулу светских првака освојио је кинески мешовити пар Ванг Хан/Јанг Хао са 339,90 освојених поена. Сребрну медаљу освојили су Канађани Џенифер Абел и Франсоа Имбо-Дулак, док је бронза припала италијанском пару Тања Кањото/Мајкол Верцото.

## Освајачи медаља
|                            | Резултат |                                            | Резултат |                                        | Резултат |
|                            |          |                                            |          |                                        |          |
| Кина · Ванг Хан · Јанг Хао | 339,90   | Канада · Џенифер Абел · Франсоа Имбо-Дулак | 317,01   | Италија · Тања Кањото · Мајкол Верцото | 315,30   |

## Земље учеснице
На такмичењу је учествовало укупно 13 парова из исто толико земаља (26 скакача). Свака од земаља имала је право да учествује са максимално једним паром.
| - Аустралија (1) - Бразил (1) - Италија (1) - Канада (1) | - Колумбија (1) - Кина (1) - Малезија (1) | - Мексико (1) - Немачка (1) - Нови Зеланд (1) | - Русија (1) - САД (1) - Швајцарска (1) |

## Резултати
Такмичење је одржано 2. августа, а скакала се само финална серија од укупно 5 скокова.
| ПЛ. | Држава      | Скакачки пар                    | Бодова |
| --- | ----------- | ------------------------------- | ------ |
|     | Кина        | Ванг Хан Јанг Хао               | 339,90 |
| 2   | Канада      | Џенифер Абел Франсоа Имбо-Дулак | 317,01 |
| 3   | Италија     | Тања Кањото Мајкол Верцото      | 315,30 |
| 04. | Aустралија  | Грант Нел Медисон Кини          | 310,02 |
| 05. | Mексико     | Долорес Ернандез Ромел Пачеко   | 308,40 |
| 06. | Русија      | Марија Пољакова Иља Молчанов    | 306,21 |
| 07. | Малезија    | Нг Јен Ји Мухамад Путех         | 291,42 |
| 08. | Немачка     | Тимо Бартел Кристина Васен      | 287,94 |
| 09. | САД         | Абигејл Џонстон Џордан Виндл    | 287,70 |
| 10. | Швајцарска  | Гијом Дутоа Жесика Фавр         | 284,34 |
| 11. | Нови Зеланд | Елизабет Куј Лајам Стоун        | 277,86 |
| 12. | Колумбија   | Дијана Пинеда Себастијан Виља   | 266,22 |
| 13. | Бразил      | Јан Матос Јулијана Велосо       | 249,60 |